# Junior League World Series 2007
Die Junior League World Series 2007 war die 27. Austragung der Junior League Baseball World Series, einem internationalen Baseballturnier für Knaben zwischen 13 und 14 Jahren. Gespielt wurde wie jedes Jahr in Taylor, Michigan.

## Teilnehmer
Die zehn Mannschaften bildeten eine Gruppe aus fünf Mannschaften aus den Vereinigten Staaten und eine Gruppe aus fünf internationalen Mannschaften.
| Vereinigte Staaten                  | International                                                   |
| ----------------------------------- | --------------------------------------------------------------- |
| Middletown, New Jersey Region Ost   | Makati City, Philippinen Region Asien-Pazifik                   |
| Anderson, South Carolina Region Süd | Kirowohrad, Ukraine Region EMEA                                 |
| Laredo, Texas Region Südwest        | Surrey, British Columbia Region Kanada                          |
| Pearl City, Hawaii Region West      | Saint Thomas, Amerikanische Jungferninseln Region Lateinamerika |
| Glendale, Wisconsin Region Zentral  | Guayama, Puerto Rico Region Puerto Rico                         |

## Ergebnisse
Die Teams wurden in zwei Gruppen eingeteilt. Jeder spielte gegen Jeden in seiner Gruppe, die beiden Ersten spielten gegeneinander den Finalplatz aus.

### Vorrunde

#### Gruppe Vereinigte Staaten
| Platz | Region  | W | L | %     |
| ----- | ------- | - | - | ----- |
| 1.    | West    | 4 | 0 | 1.000 |
| 2.    | Südwest | 3 | 1 | 0.750 |
| 3.    | Ost     | 2 | 2 | 0.500 |
| 4.    | Zentral | 1 | 3 | 0.250 |
| 5.    | Süd     | 0 | 4 | 0.000 |

| Datum      | Zeit  | Begegnung | Begegnung | Begegnung | Ergebnis |
| ---------- | ----- | --------- | --------- | --------- | -------- |
| 12. August | 14:45 | Ost       | –         | Süd       | 11:1     |
| 12. August | 20:15 | Zentral   | –         | Südwest   | 0:5      |
| 13. August | 11:00 | Ost       | –         | Südwest   | 0:1      |
| 13. August | 17:00 | Süd       | –         | West      | 7:17     |
| 14. August | 11:00 | Zentral   | –         | Süd       | 13:3     |
| 14. August | 20:00 | Ost       | –         | West      | 2:3      |
| 15. August | 11:00 | Südwest   | –         | West      | 0:3      |
| 15. August | 17:00 | Zentral   | –         | Ost       | 4:5      |
| 16. August | 14:00 | Zentral   | –         | West      | 0:9      |
| 16. August | 20:00 | Süd       | –         | Südwest   | 1:7      |

#### Gruppe International
| Platz | Region        | W | L | %     |
| ----- | ------------- | - | - | ----- |
| 1.    | Asien-Pazifik | 4 | 0 | 1.000 |
| 2.    | Kanada        | 3 | 1 | 0.750 |
| 3.    | Lateinamerika | 2 | 2 | 0.500 |
| 4.    | Puerto Rico   | 1 | 3 | 0.250 |
| 5.    | EMEA          | 0 | 4 | 0.000 |

| Datum      | Zeit  | Begegnung     | Begegnung | Begegnung     | Ergebnis |
| ---------- | ----- | ------------- | --------- | ------------- | -------- |
| 12. August | 12:00 | Asien-Pazifik | –         | Puerto Rico   | 6:0      |
| 12. August | 17:30 | EMEA          | –         | Lateinamerika | 4:12     |
| 13. August | 14:00 | Kanada        | –         | Asien-Pazifik | 3:6      |
| 13. August | 20:00 | Puerto Rico   | –         | Lateinamerika | 3:4      |
| 14. August | 14:00 | EMEA          | –         | Puerto Rico   | 1:8      |
| 14. August | 17:00 | Lateinamerika | –         | Kanada        | 3:9      |
| 15. August | 14:00 | Asien-Pazifik | –         | Lateinamerika | 6:1      |
| 15. August | 20:00 | Kanada        | –         | EMEA          | 16:6     |
| 16. August | 11:00 | Asien-Pazifik | –         | EMEA          | 11:0     |
| 16. August | 17:00 | Kanada        | –         | Puerto Rico   | 12:6     |

### Finalrunde

#### Klassierungsrunde
| Datum      | Zeit | Begegnung         | Begegnung | Begegnung   | Ergebnis |
| ---------- | ---- | ----------------- | --------- | ----------- | -------- |
| 17. August |      | IN5 EMEA          | –         | US5 Süd     | ?:?      |
| 17. August |      | IN4 Puerto Rico   | –         | US4 Zentral | ?:?      |
| 18. August |      | IN3 Lateinamerika | –         | US3 Ost     | ?:?      |

#### Playoff
|  | US und Intern. Finale | US und Intern. Finale |             |   | Weltmeisterschaft | Weltmeisterschaft |
|  |                       |                       |             |   |                   |                   |
|  | IN1 Asien-Pazifik     | 8                     |             |   |                   |                   |
|  | IN2 Kanada            | 1                     |             |   |                   |                   |
|  | 17. August            |                       |             |   |                   |                   |
|  |                       |                       | 18. August  |   |                   |                   |
|  | IN1 Asien-Pazifik     | 2                     |             |   |                   |                   |
|  |                       | US1 West              | 6           |   |                   |                   |
|  |                       |                       |             |   |                   |                   |
|  | Spiel um Platz drei   |                       |             |   |                   |                   |
|  | 17. August            | 17. August            | IN2 Kanada  | ? |                   |                   |
|  | US1 West              | 4                     | US2 Südwest | ? |                   |                   |
|  | US2 Südwest           | 1                     |             |   | 18. August        | 18. August        |

## Weblink
- Offizielle Webseite der Junior League World Series